# Jose Concepcion
Jose "Joecon" S. Concepcion jr. (Pasay, 29 december 1931 – 6 maart 2024) was een Filipijns topman en minister. Concepcion was oprichter van verkiezingswaakhond NAMFREL.

## Biografie
Jose Concepcion werd geboren op 29 december 1931 in Pasay. Hij was de oudste zoon, 10 minuten ouder dan tweelingbroer Raul, uit een gezin van vier kinderen van Jose Concepcion sr. en Herminia Santos. Hij behaalde zijn Associate degree aan De La Salle University en zijn bachelor-diploma landbouw aan Araneta University.
Concepcion was president van de Republic Four Mills Corporation, een van de grootste Filipijnse industriële bedrijven; van de Republic Consolidated Corporation; van de Premier Paper Corporation, van de Republic Bauxite and Mining Corporation en van City Trust Banking Corporation. In 1971 nam Concepcion namens het 1e kiesdistrict van Rizal deel aan de Constitutionele Conventie. 
Toen president Ferdinand Marcos in september 1972 de staat van beleg uitriep werd Concepcion net als veel prominente Filipino's gearresteerd en enige tijd gevangengezet. In oktober 1983 richtte Jose Concepcion de National Citizens' Movement for Free Elections (NAMFREL) op. Deze organisatie speelde drie jaar later een cruciale rol bij de presidentsverkiezingen van 1986. Volgens de officiële telling won Ferdinand Marcos. Uit tellingen van NAMFREL bleek dat uitdaagster Corazon Aquino de verkiezingen had gewonnen. De verontwaardiging over de officiële uitslag leidde kort daarop tot de EDSA-revolutie. Na vier dagen zag Marcos zich gedwongen het land te ontvluchten en daarop werd Aquino ingezworen als nieuwe Filipijnse president. 
Zij stelde kort daarop Jose Concepcion aan als minister van handel en industrie, een positie die hij tot 1991 zou bekleden. Ook was hij van 1986 tot 1991 lid van de monetaire raad van toezicht van de centrale bank van de Filipijnen. Sinds 3 april 1997 was Concepcion voorzitter van RFM Corporation. Ook was hij voorzitter van de raad van bestuur van RFM Foundation Incorporated.
Jose Concepcion jr. overleed in 2024 op 92-jarige leeftijd. Hij was sinds 1957 getrouwd met Maria Victoria Araneta, een dochter van Salvador Araneta. Samen kregen ze acht kinderen. 